# Francisco de Bettencourt
Francisco de Bettencourt foi um membro da geração e linhagem dos Bettencourt, provém do velho castelo de Béthencourt, na Normandia, França.
Francisco de Bettencourt, nasceu na ilha da Madeira, e, passando à ilha Terceira, lá faleceu em 9 de Outubro de 1582.
No século XV passaram à ilha da Madeira, onde transformaram o apelido Bethencourt em Bittencourt ou Bettencourt.
Com esta última etimologia, passou um ramo desta família à ilha Terceira, Açores, nos principies do século XVI, na pessoa de Francisco de Bettencourt, que era filho de João de Bettencourt e de sua mulher Barbara Gomes Teixeira; 1.° neto de Henrique de Bettencourt e de sua mulher Isabel Fernandes Tavares; 2.° neto de Henri de Bettencourt, casado com Marguerite de Bethencourt, sua sobrinha; 3.° neto de Reynault de Bethencourt e de sua 2ª mulher Felipora de Trope; e 4.° neto de Jean de Bettencourt e de sua mulher Marie de Bracquemont, dos quais foi também filho, Jean de Bethencourt, gentil homem normando, camarista de Carlos VI de França, e conquistador das Ilhas Canárias, das quais foi senhor por mercê de Henrique III de Castela, Chegando a intitular-se rei das Canárias.
O solar desta família, na ilha Terceira, é o Solar da Madre de Deus, na freguesia de Santa Luzia (Angra do Heroísmo), de Angra do Heroísmo, cuja fundação data desde o estabelecimento da família Bettencourt na dita cidade.
Um 2.° desta família foi estabelecer a sua residência em São Mateus da Calheta, e dele é tronco Vital de Bettencourt de Vasconcelos.
A este ramo pertencia também o palacete da rua da Rosa (Palácio Bettencourt) da mesma cidade, onde ao longos dos anos foram sendo albergados vários serviços públicos.
Foi Paço Episcopal e foi Liceu Nacional. Actualmente é onde se encontra a Biblioteca Pública e Arquivo de Angra do Heroísmo, possuindo esta biblioteca mais de meio milhão de diferentes títulos e um dos maiores acervos de manuscritos nacionais cujo número ultrapassa os dois milhões.
Foi casado duas vezes, a primeira, na ilha da Madeira, com D. Joana Mendes de Vasconcelos, e a segunda, na ilha Terceira, com D. Andreza Mendes de Vasconcelos.
Do segundo matrimónio não teve geração; do primeiro, porem, teve os seguintes filhos:
1 - João de Bettencourt de Vasconcelos, foi cavaleiro da Ordem de Cristo. Tendo nascido na ilha da Madeira, foi com seu pai para a ilha Terceira, onde foi degolado, em princípios de Março de 1582, na Praça Velha da cidade de Angra do Heroísmo, por ser partidário de Filipe II de Espanha e I de Portugal.
Foi casado com D. Maria Vasconcelos da Câmara, a qual foi agraciada pelo dito monarca em 1583, com 100$000 reis (moeda da altura) de tença.
2 - Henrique de Bettencourt de Vasconcelos, que nasceu na ilha da Madeira e passou com seu pai à Terceira, onde casou com D. Jerónima Mendes de Vasconcelos. Voltou a casar em 2ºs núpcias com D. Luísa de Moura.
3 - D. Ana de Bettencourt.